# Sylvio Cator
Silvio Cator (Cavaillon, Haití, 9 de octubre de 1900-21 de junio de 1952) fue un futbolista y atleta haitiano, especialista en la prueba de salto de longitud en la que llegó a ser subcampeón olímpico en 1928 y plusmarquista mundial durante más de dos años, desde el 9 de septiembre de 1928 al 27 de octubre de 1931, con un salto de 7.93 metros.
El estadio principal de Haití, que es donde juega sus partidos la Selección de fútbol de Haití, lleva su nombre en su honor.

## Carrera deportiva
En los JJ. OO. de Ámsterdam 1928 ganó la medalla de plata en el salto de longitud, llegando hasta los 7.58 metros, quedando en el podio tras el estadounidense Edward Hamm (oro con 7.73 m) y por delante de otro estadounidense Alfred Bates (bronce con 7.40 metros).